# 홀리데이 (아이돌)
홀리데이(Ho1iday)는 2019년 4월 18일에 데뷔한 대한민국의 5인조 걸 그룹이다.

## 구성원
- 청음
- 새벽
- 희주: 마이비 해체 후 2019년 홀리데이로 재데뷔.
- 하루: 마이비 해체 후 아이돌학교 출연. 2019년 홀리데이로 재데뷔.
- 다니

## 음반 목록

### 디지털 싱글
| 2019                                      | 판타지 - 발매일: 2019년 4월 19일 - 레이블: NHN벅스 - 포맷: 디지털 다운로드·스트리밍 트랙 리스트 1. 판타지 2. 판타지 (Inst.) | ― | ― | 발표 예정 | 디지털 싱글 |
| "—" 표시는 차트에 진입하지 못함을 의미함. | |   |   |           |             |